# Фоновая музыка
Фо́новая му́зыка — совокупность музыкальных и звуковых сопровождений, активно использующаяся для создания атмосферы на фоне прочей деятельности, например, во время разнообразных сцен в фильмах и сериалах.
Два основных направления использования фоновой музыки: для комфортного, расслабляющего фона в общественных местах (магазинах, вокзалах, ресторанах и т. д.) и для создания нужной атмосферы и усиления эмоционального эффекта в различных постановках, в частности, телепередачах и кинофильмах.

## История
Впервые концепция фоновой музыки была предложена французским композитором Эриком Сати в 1916 году. Он назвал её «меблировочной музыкой» и считал, что она должна состоять из почти бесконечных повторов простой музыкальной фразы. Он подготовил несколько партитур, в том числе нарочито «бесхарактерные» композиции «Бистро» и «Гостиная» для антракта спектакля Макса Жакоба «Хулиган — всегда, гангстер — никогда». Но, услышав во время антракта звуки музыки, зрители спешно вернулись из буфета на свои места в зале, хотя Сати кричал им: «Да разговаривайте же! Не слушайте!»
Американец Джордж Оуэн Сквайр в 1934 году предложил включать через репродукторы музыку в лифтах (или "музыку по трубам", piped music). Он основал компанию Muzak Holdings. Эта компания до настоящего времени остаётся самым крупным игроком на рынке «изначальной» фоновой музыки. Однако поджанр фоновой музыки, созданный в Muzak, теперь называют elevator music — «лифтовой музыкой» в буквальном переводе, чтобы подчеркнуть отличие muzak от фоновой музыки в общем смысле.
- Впрочем, музыка от Muzak в 1950-е и 1960-е года была скорее близка к лёгкой классике.

В 1956 году Конгресс США разрешил супермаркетам использовать для «внутреннего радио» вспомогательные FM-частоты, что значительно удешевило использование фоновой музыки (ранее, в случае того же Muzak, использовались телефонные линии).
Для проигрывания фоновой музыки в заведениях наподобие торговых центров производились специальные устройства для непрерывного проигрывания многочасовых подборок мелодий. Например, существовали фонографы Seeburg BMS 1000 от корпорации «Зибург» (25 двусторонних пластинок 16,67 об/мин, до 20 мелодий на каждой из двух сторон, что давало в возможность уместить "до 1000" мелодий в один фонограф) и Cantata 700 от корпорации 3M (специальные многочасовые кассеты до 700 минут). Заказанные производителями устройств подборки музыки с сохранившихся с тех времён пластинок и кассет часто выкладывают в интернет без указания авторов отдельных мелодий, попросту так и подписывая многочасовые общие треки, как «Seeburg 1000 music», «Muzak condensation tape» или «3M Cantata 700 library».

### Термин «easy listening»
Существовал и формат вещания похожей музыки для радиостанций, известный как «beautiful music/easy listening», он же BM, B/EZ или BM/EZ. Буквальный перевод — «прекрасная музыка/простое прослушивание»:
- «beautiful music» является форматом вещания музыки (мало рекламы, мало оповещений/новостей, много неторопливой струнной музыки), который оплачивается заинтересованным в фоновой музыке торговым центром (имеет место subscription — буквально «подписка» заинтересованного бизнеса в вещании музыки без прерывания рекламой);
- «easy listening» представляет собой идею проигрывания «упрощённых для слуха» композиций. Разнообразные музыкальные композиции и плейлисты подписывают «easy listening» параллельно с собственно жанром исполнения по стилю звучания. В этом смысле «easy» обозначается именно ненавязчивость музыки. Следует иметь в виду, что «easy listening» возможно перевести и как термин для лёгкой музыки — «light music», хотя жанр лёгкой музыки существовал ещё до «easy listening».

Музыкальный формат «beautiful music» хотя и выпал из моды радиостанций Северной Америки, но так не исчез окончательно. Более того, существует множество интернет-радиостанций, низкие затраты на содержание которых позволяют воплощать вещание музыки без рекламы, приближаясь к идее радио формата «beautiful music».

### Современные синонимы
Фоновую музыку к фильмам и играм очень редко объявляют собственно «фоновой музыкой», то есть собственно «background music» в англоязычной культурной сфере. Гораздо чаще можно встретить (и использовать для поиска) такие обозначения:
- «Soundtrack»;
  - «Official Soundtrack»
  - аббревиатура OST;
- «Official Score»;
- можно встретить сокращение BGM (аббревиатура от, собственно, «Background music»);
- мелодия, использующаяся для оформления начала фильма и/или играющая в финальной сцене, может называться «Theme from (название фильма)»;
- Для музыки в компьютерных играх существует обозначение VGM (аббревиатура от «Videogame music»).

### «Корпоративная музыка»
В XXI веке можно встретить фоновую музыку, лишённую сюжетности, написанную для разных презентаций и образовательных видео. Подобная музыка образует поджанр фоновой музыки «corporate music», очень близкий к «лифтовой музыке». Подобное название подчёркивает, что музыка написана звучать не сколько фоном для помещения, сколько фоном к презентации или совещанию, и обязана, будучи комфортной, не переключать на себя внимание, направленное на собственно сюжет презентации.

## Исследования психологических аспектов
Проводятся исследования влияния фоновой музыки на выполнение немузыкальных задач, например, поведенческих изменений при различных установках звучания музыки, различных её типах и жанрах. В лабораторных условиях музыка может влиять на производительность при выполнении когнитивных задач (на память, внимание и понимание) как в положительную, так и в отрицательную сторону. Будучи широко используемой для усиления эффекта рекламы, музыка также может оказывать влияние на маркетинговую стратегию, на когнитивное восприятие (понимание) рекламных сообщений и на потребительский выбор.

### Воздействие на когнитивные функции
Фоновая музыка может влиять на процесс учёбы, запоминание и вспоминание, на производительность во время решения контрольных задач и на внимание в задачах когнитивного наблюдения.

## Музыка в торговле
Что касается как радио-, так и телевизионной рекламы, музыка оказывает существенное влияние на процесс последующего вызова из памяти её содержания, на намерение купить товар и на отношение к рекламе и к самому бренду. Проводились маркетинговые исследования влияния музыки в радио-рекламе, телевизионной рекламе и при очной розничной торговле.
Один из самых важных аспектов при использовании музыки — так называемое «музыкальное соответствие» (англ. musical fit), или степень соответствия между ключевыми моментами рекламного ролика и песней. Реклама и музыка могут соответствовать или не соответствовать друг другу как в случае песни с текстом, так и в случае чисто инструментальной композиции. Тембр, темп, текст песни, жанр, настроение, а также любые положительные или отрицательные ассоциации, вызываемые той или иной музыкой, должны соответствовать характерам рекламного объявления и товара. Например, было показано, что проигрывание классической музыки в фоновом режиме приводит к увеличению количества денег, которые люди готовы потратить на товар, так как классика ассоциируется с «престижным» имиджем.
- Спецмагнитофон Кантата 700, например, предполагалось снабдить многочасовой музыкальной кассетой под одну определённую тему: под Рождество, "ритмическая музыка", "итальянская музыка", "музыка для фиесты", "контемпо" и т. д.
- Вышеупомянутый Зибург 1000 имел свою классификацию: библиотеки музыки делились на "базовую" (basic), "industrial" (то есть, фоновая музыка для фабрик), "encore" и прочие.